# Джавади-Амоли, Абдулла
Абдолла Джавади Амоли (фарси عبدالله جوادی آملی) (15 мая 1933, Мазандаран, Амоль, Персия) — иранский юрист, философ, мистик, комментатор Корана.
В прошлом — член Ассамблеи экспертов по конституционному праву, Общества учителей, Ассамблеи экспертов по лидерству, Высшего судебного совета и много лет был одним из временных имамов Кума.
Известен как один из крупнейших критиков банковской системы Ирана.
4 января 1989 года в качестве специального представителя имама Хомейни вручил его «Послание» М. С. Горбачёву.